# Poecilosomella paraciculata
Poecilosomella paraciculata är en tvåvingeart som beskrevs av Papp 2002. Poecilosomella paraciculata ingår i släktet Poecilosomella och familjen hoppflugor. Inga underarter finns listade i Catalogue of Life.